# Si Tianfeng
Si Tianfeng (司 天峰 Xintai, 17 de junio de 1984) es un atleta chino especializado en marcha atlética y subcampeón olímpico en 50 kilómetros marcha en Londres 2012.

## Historial deportivo
En los Juegos Olímpicos de Londres 2012, Tianfeng terminó tercero en los 50 km marcha, consiguiendo de esta manera la medalla de bronce. El ganador, el atleta ruso Serguéi Kirdiapkin, fue descalificado el 24 de marzo de 2016 por el TAS acusado de dopaje. La IAAF anunció que solicitaría al COI que las medallas fuesen redistribuidas por lo que el resto de atletas ganan un puesto y Si Tianfeng pasaría a conseguir el segundo puesto y la medalla de plata.
En el Campeonato Mundial de Atletismo de 2011, ganó la medalla de bronce en los 50 km. Obtuvo inicialmente el 4º puesto, pero el atleta ruso Sergéi Bakulin, ganador de la prueba, fue descalificado el 24 de marzo de 2016 por el TAS acusado de dopaje. La IAAF anunció que las medallas serían redistribuidas en todas las competiciones bajo su control por lo que Si Tianfeng pasó del puesto 4º al 3º.
Ha participado en la Copa del Mundo de Marcha Atlética en varias ocasiones, siempre sobre la distancia de 50 km marcha, siendo las más destacadas: cuarto puesto en Chihuahua 2010 y bronce en Saransk 2012

## Mejores marcas personales
| Mejores marcas personales | Mejores marcas personales | Mejores marcas personales | Mejores marcas personales |
| Distancia                 | Tiempo                    | Lugar                     | Fecha                     |
| ------------------------- | ------------------------- | ------------------------- | ------------------------- |
| 10 km.                    | 40:57                     | Génova, Italia            | 26 de febrero de 2012     |
| 20 km.                    | 1h:20:05                  | Cixi, China               | 23 de abril de 2005       |
| 35 km.                    | 2h:32:16                  | Londres, Reino Unido      | 11 de agosto de 2012      |
| 50 km.                    | 3h:37:16                  | Londres, Reino Unido      | 11 de agosto de 2012      |
| PC - Pista Cubierta       |                           |                           |                           |